# Andrea Falconieri
Andrea Falconieri (Nápoles 1585 o 1586-Nápoles, 1656), también citado en ocasiones como Falconiero, fue un músico italiano, compositor y tañedor de laúd. Residió en Parma entre 1604 y 1614, ciudad desde la que se trasladó a las cortes de Mantua, Florencia, Modena y Roma, antes de viajar a España y Francia, donde permaneció entre 1621 y 1628, año en que volvió finalmente a Italia. En 1647 fue nombrado maestro de capilla de la Capilla Real de Nápoles. Falleció en 1656, víctima de una terrible epidemia de peste que asoló la ciudad.

## Obra
Compuso madrigales, motetes y otras obras instrumentales, algunas de ellas recopiladas en su libro  Il Libro Primo di Canzoni, Sinfonie, Fantasie, Capricci, sonate per violini, viole dedicado a Juan José de Austria, hijo de Felipe IV de España.  
Algunas de sus composiciones más interpretadas son variaciones sobre el tema de La Folía de España, entre ellas:
- Folia echa para mi señora Dona Tarolilla de Carallenos.
- Batalla de Barrabás, yerno de Satanás.

También escribió numerosas Courantes, ritmo de danza que se bailaba con rápidos giros y saltos por la élite social de la época, como la Corriente dicha la Mota, dedicada a don Pedro de la Mota, probablemente un miembro de la corte española en Nápoles.

## Discografía
- 1995 - Il Libro Primo di canzone, sinfonie, fantasie, Ensemble Isabelle d'Este, dir. Ariane Maurette (Symphonia, 94032; Pan Classics, PC 10248).
- 1997 - Il primo libro di canzone, sinfonie, fantasie , Gabriele Cassone, trompa natural; Antonio Frigé, órgano y clavicembalo (Nuova Fonit Cetra, NFCD 2045).
- 1999 - Fantasies, Danses, Villanelle, Arie, Ensemble Fitzwilliam (Astrée, 8551).
- 2008 - La Suave Melodía, Massimo Lonardi, archilaud; Matteo Mela, guitarra barocca y  Lorenzo Micheli, tiorba y guitarra barroca (Stradivarius, 33781).
- 2013 - Andrea Falconieri. Il Spiritillo Brando. Dance music in the courts of Italy and Spain, La Ritirata - Josetxu Obregón (Glossa, GCD 923101).